# Hiéroglyphe égyptien M38
La botte de tiges de lin nouées par le bas, en hiéroglyphes égyptiens, est classifiée dans la  section M « Arbres et plantes » de la liste de Gardiner ; cet hiéroglyphe y est noté M38.

## Représentation
Il représente une botte de tiges de lin (Linum usitatissimum) sans les capsules et liée par le bas.

## Utilisation
| M37 |

| M37 |

| d | U1 | M38 |

| d | U1 | M38 |

| H | m | a · M38 |

| H | m | a · M38 |

| H | m | a · M38 |

| H | m | a · M38 |